# Robert Geißler

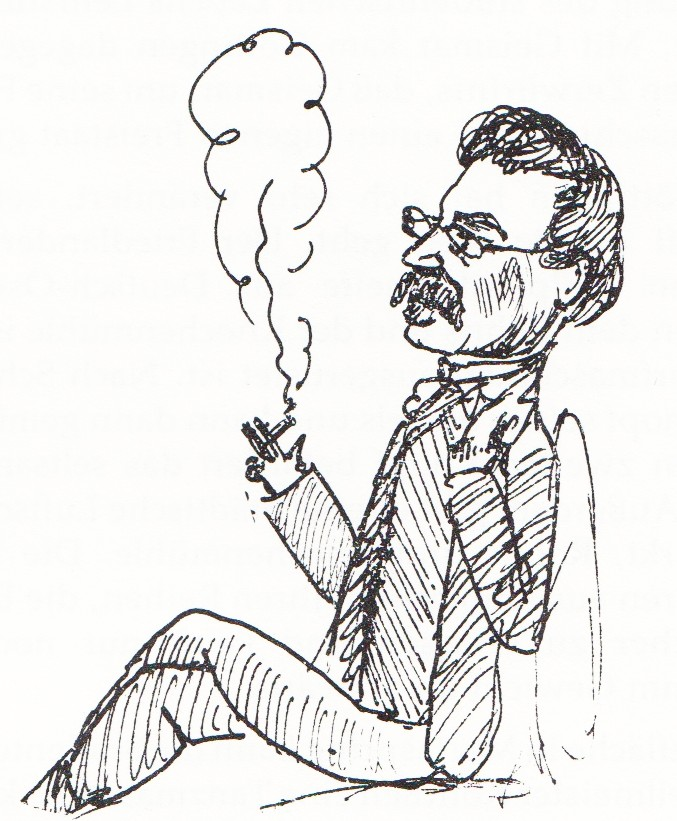
Robert Geißler, Karikatur von Ernst Honig (um 1885)

Franz Wilhelm Robert Geißler (auch Geissler; * 7. Februar 1819 in Göttingen; † 7. Oktober 1893 in Groß Schneen) war ein deutscher Maler, Zeichner, Graphiker, Lithograf, Schriftsteller und Journalist.

## Leben

### Familie
Robert Geißler wurde zur Zeit des Königreichs Hannover in Göttingen geboren als Sohn des aus Leipzig stammenden Mineralogen August Geißler und Bruder des Julius Geißler. Er wurde später Vater des Wilhelm Geißler.

### Werdegang
Robert Geißler begann seine Ausbildung an der Anstalt für Porzellanmalerei bei Heinrich Friedrich Wedemeyer in Göttingen. Danach studierte er an der Kunstakademie Kassel. Später hielt er sich in Celle und Hannover auf.
Im Zeitraum 1855 bis 1866 war Geißler als Zeichner, Xylograph und Lithograph in Hamburg und Bremen tätig. Außerdem arbeitete Geißler als „Holzschnittzeichner“ für die in Leipzig herausgegebene Illustrirte Zeitung.
Geißler wirkte zudem als Autor und Herausgeber von Reiseführern und Zeitschriften. Er veröffentlichte Alben mit Lithographien von Hamburg, Stralsund, Stettin, Greifswald und Stuttgart. Robert Geißler schrieb auch Berichte von der Pariser Weltausstellung 1867, Theaterstücke sowie Novellen.
Zuletzt lebte und wirkte Geißler wieder in Göttingen, wo er gleichzeitig für alle drei dort erscheinenden Zeitungen arbeitete. Nach Günther Mienhardt gehörte er hier zwischen 1880 und 1890 zu den „beliebtesten, spritzigsten und auch frechsten Journalisten Göttingens“.

## Werke (Auswahl)
- Bremen. Ein Führer durch die Stadt und ihre Umgebung. Schünemann, Bremen 1857, (Digitalisat)
- Hamburg. Ein Führer durch die Stadt und ihre Umgebung. J.J. Weber, Leipzig 1861, urn:nbn:de:bvb:12-bsb10019187-2.
- Die Weser. Eine Beschreibung in Wort und Bild. J. Küthmann, Bremen 1864, urn:nbn:de:bvb:12-bsb10015770-2.
- Plaudereien über Paris und die Weltausstellung. Theobald Grieben, Berlin 1868, urn:nbn:de:bvb:12-bsb10426692-2.
- Album von Greifswald. Erinnerungsblätter. Greifswald 1869
- Album von Stuttgart. Paul Neff, Stuttgart 1870, (Digitalisat)
- Album von Darmstadt. F. L. Schorkopf, Darmstadt, ca. 1870, (Digitalisat)
- Album von Posen. 18 Erinnerungs-Blätter. E. Rehfeld, Posen 1872
- Album miasta Poznania. 18 pamiątkowych widoków. E. Rehfeld, Poznań 1872, (Digitalisat)
- Album von Lüneburg. Erinnerungsblätter. Herold & Wahlstab, Lüneburg, urn:nbn:de:bvb:12-bsb11157819-7 (Datum des Erscheinens 1873(?)).
- 12 Ansichten von Fulda und der Rhön. Fulda, ca. 1880
- Album von Glogau. Erinnerungs-Blaetter. Glogau 1880, (Digitalisat)
- Der Mönch Berlin. Speyer & Peters, 1886

## Galerie

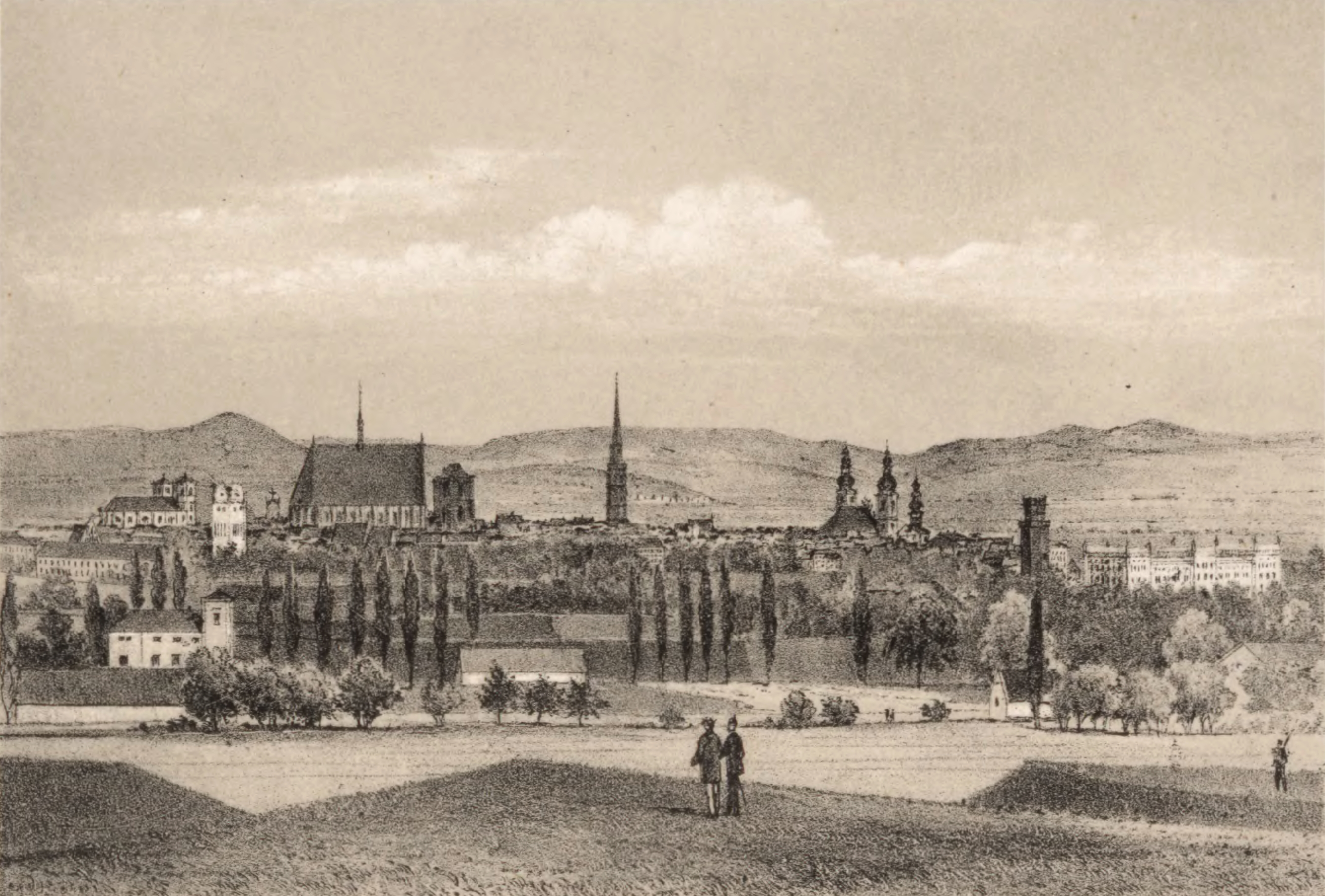
Ansicht von Neisse
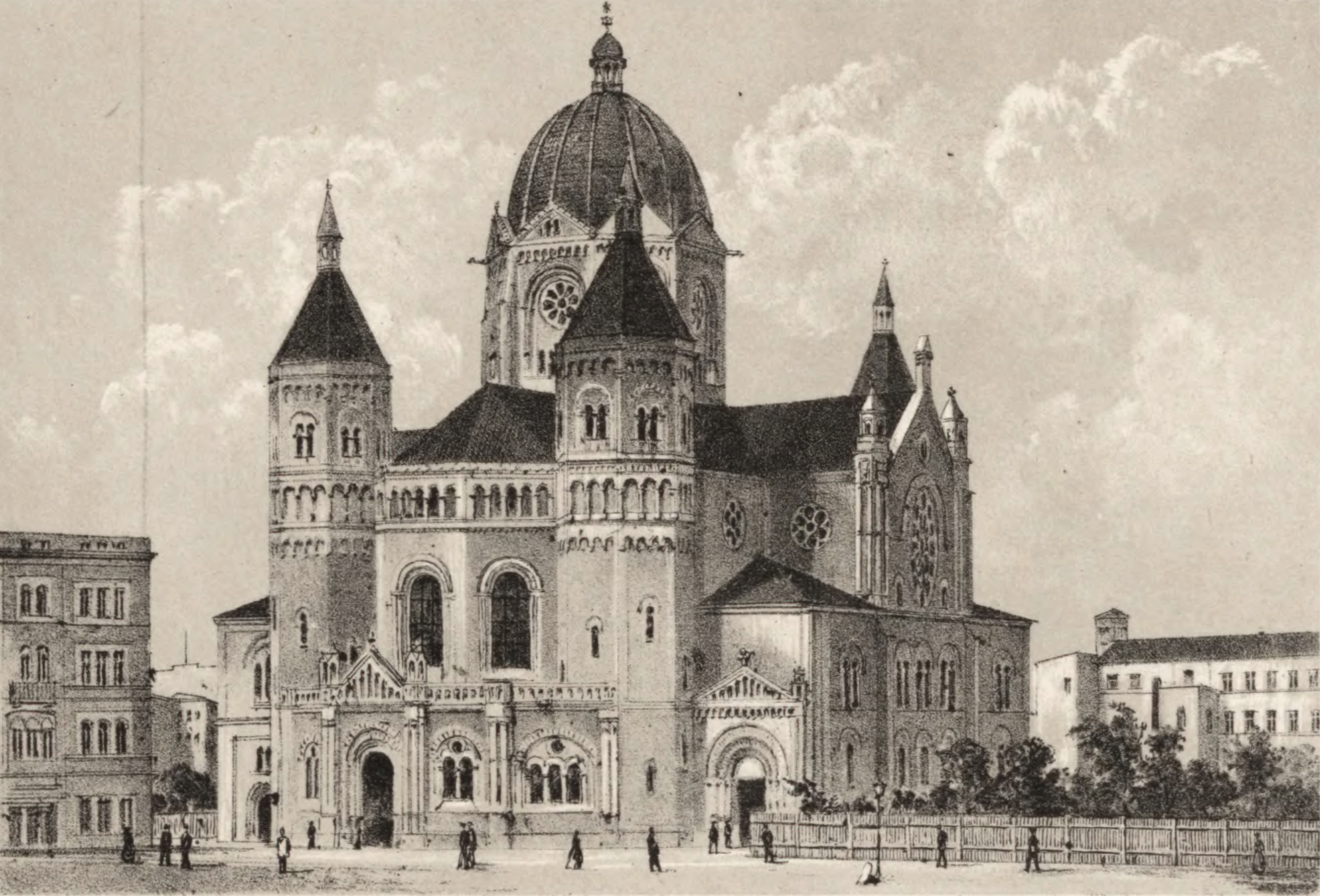
Synagoge in Breslau
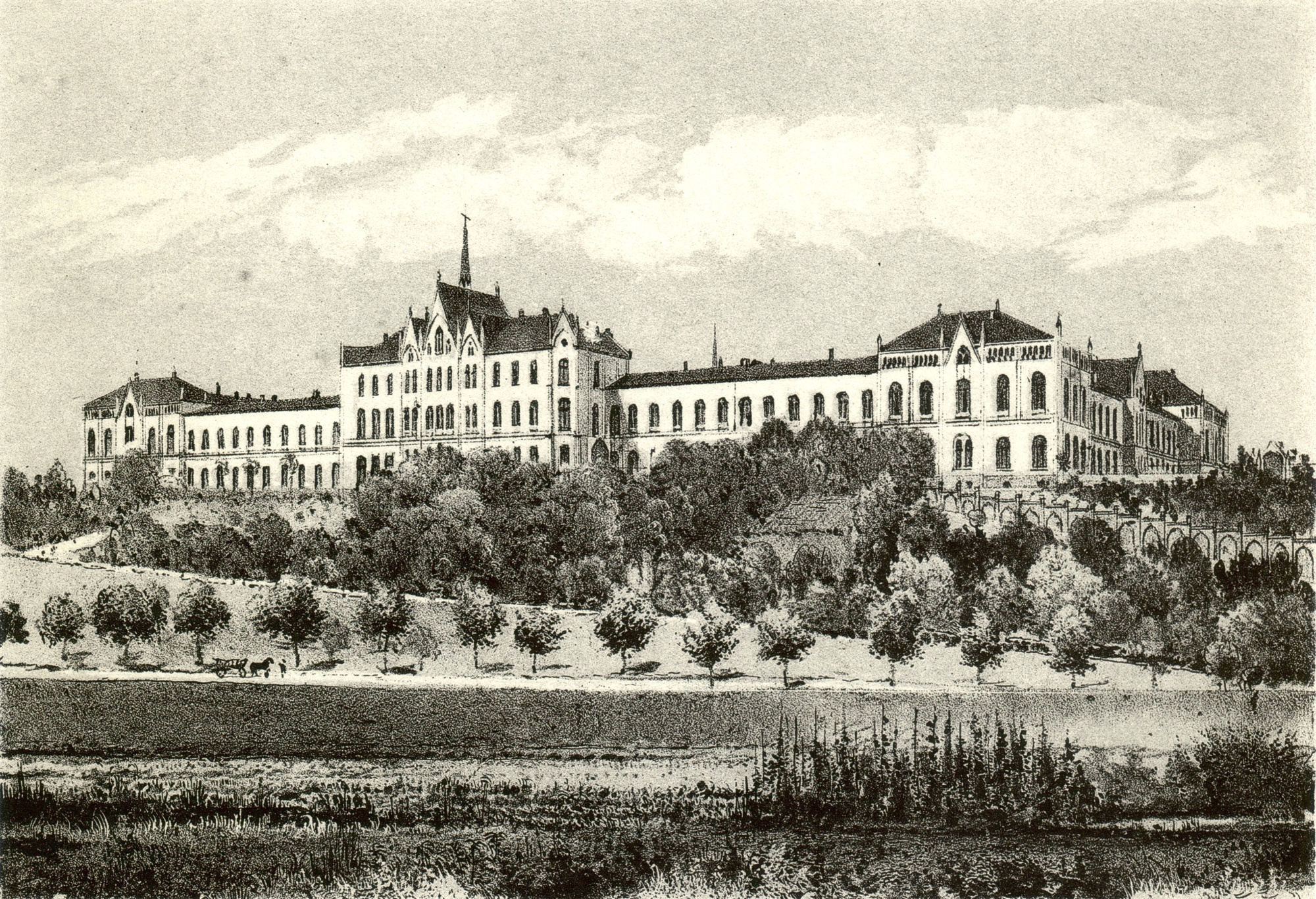
Provinzial-Irrenanstalt Göttingen
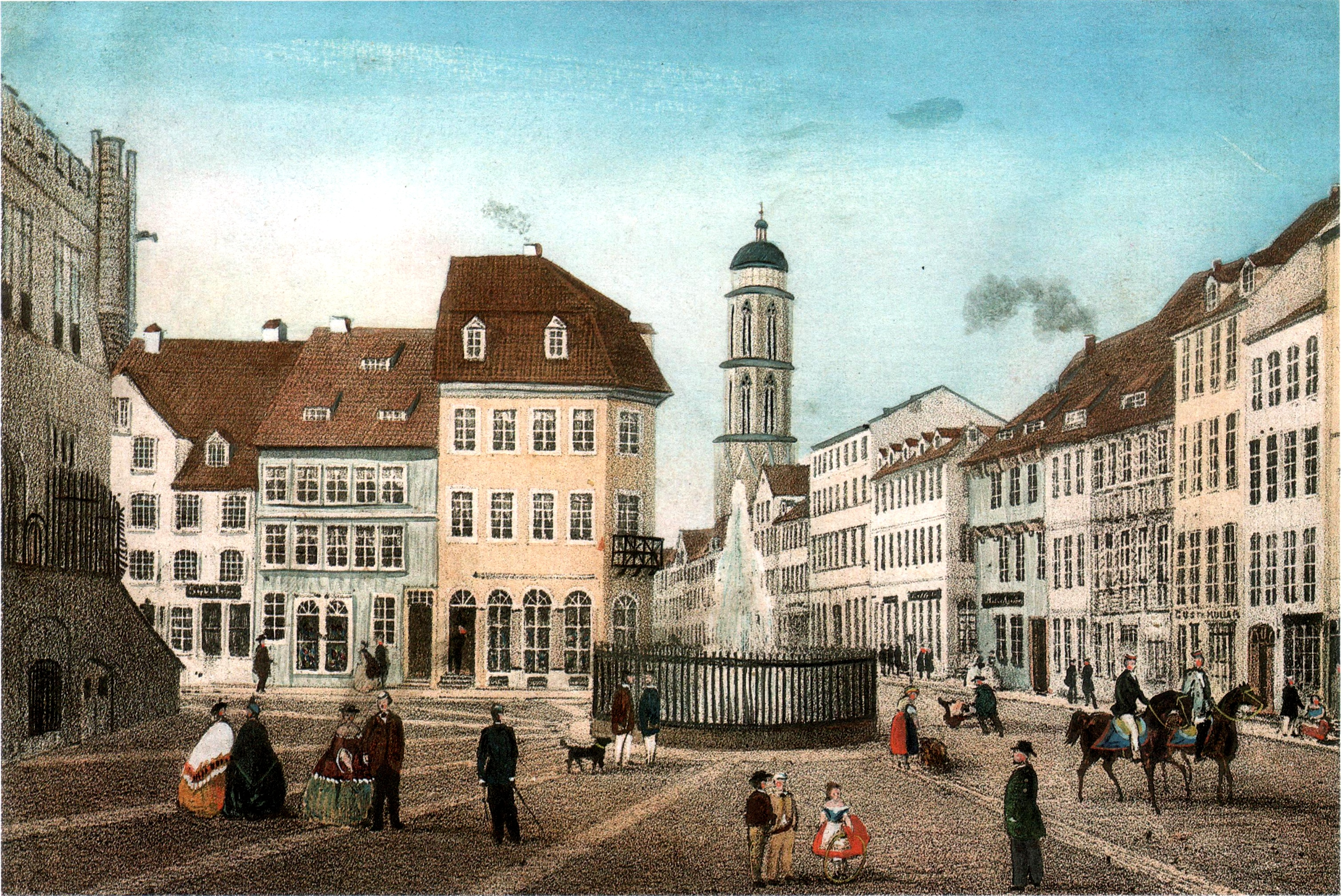
Weender Straße Göttingen
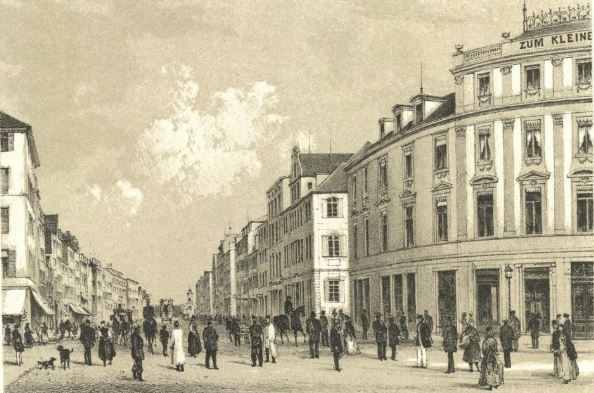
Blick in die Königstraße Stuttgart
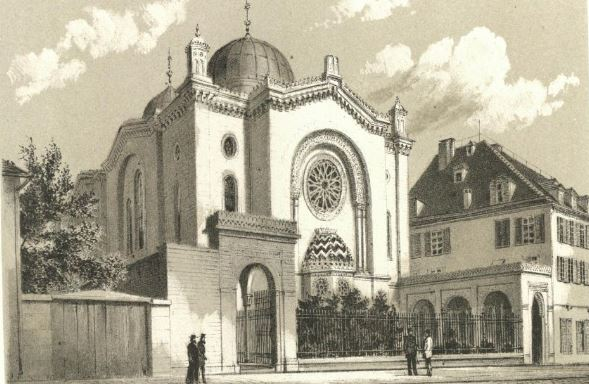
Die 1938 zerstörte Synagoge in Stuttgart
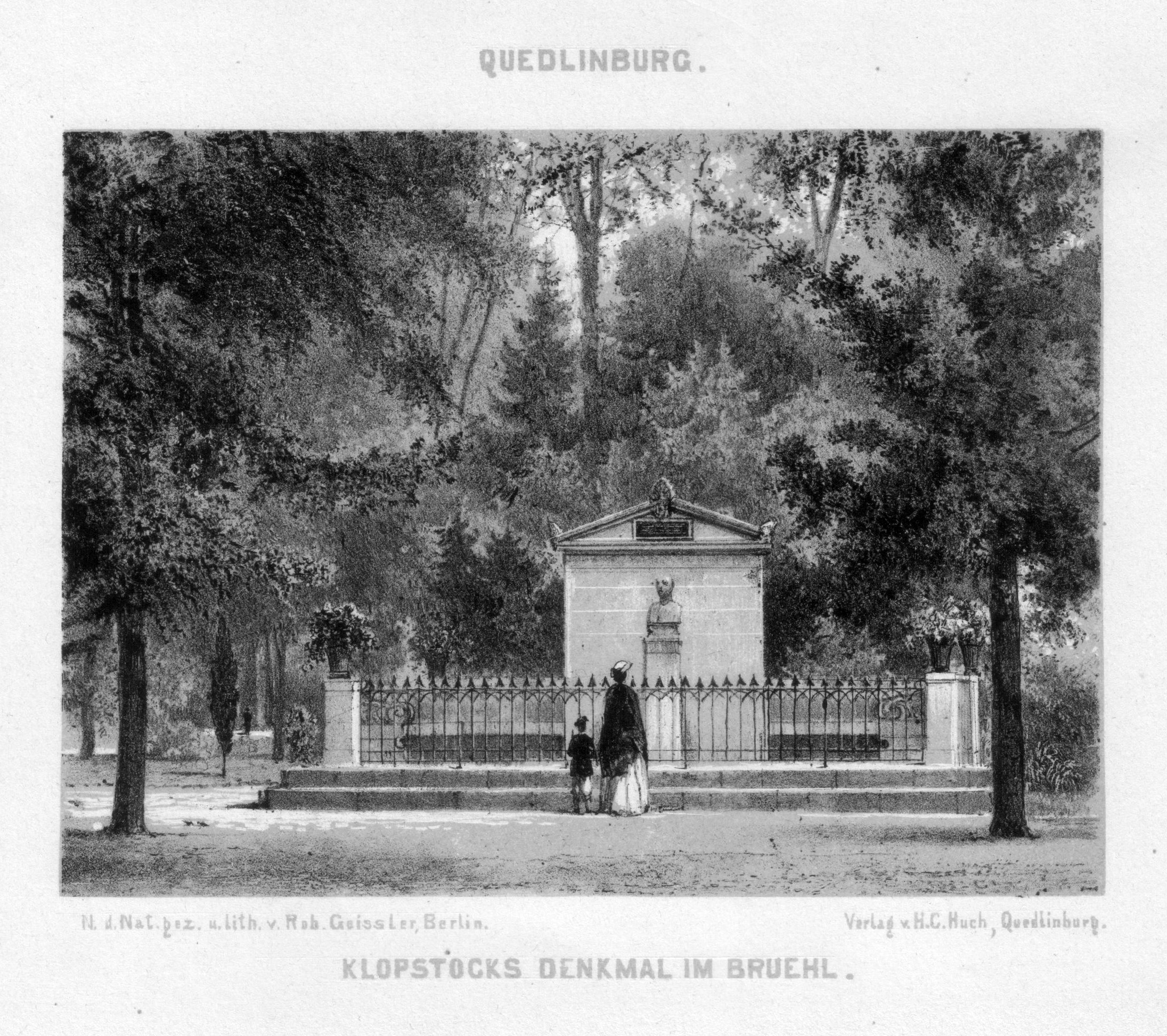
Kloppstock-Denkmal in Quedlinburg

### Monografien und Aufsätze
- Eckhard Jäger: Robert Geissler (1819–1893). Ein Zeichner von 2000 Veduten. Biographie und Oeuvrekatalog. Rockstuhl, Bad Langensalza 2021, ISBN 978-3-95966-580-3.
- Eckhardt Jäger: Robert Geissler (1819–1893). Ein fast vergessener Zeichner von 1500 Veduten. In: Volker Schimpff, Wieland Führ (Hrsg.): Historia in Museo. Festschrift zum 65. Geburtstag von Frank-Dietrich Jacob. Langenweißbach 2004, S. 225–241.
- Günther Meinhardt: Bine Gaßmann. Neue Streiche der Göttinger Originale. Verlag Göttinger Tageblatt, Göttingen 1976, S. 153–154. (Meinhardt nennt Geißler abweichend Geisler.)
- Christiane Kerrutt: Malerei und Grafik im Emsland 1860-1960 (= Emsland – Raum im Nordwesten Band 17). Emsländischer Heimatbund, Sögel 2001, ISBN 3-88077-085-9, S. 55–56.

### Lexikonartikel
- Geißler, Robert. In: Ulrich Thieme (Hrsg.): Allgemeines Lexikon der Bildenden Künstler von der Antike bis zur Gegenwart. Begründet von Ulrich Thieme und Felix Becker. Band 13: Gaab–Gibus. E. A. Seemann, Leipzig 1920, S. 354–355 (Textarchiv – Internet Archive).
- Geißler, Franz Wilhelm Robert. In: Rudolf Eckart: Lexikon der niedersächsischen Schriftsteller von den ältesten Zeiten bis zur Gegenwart. Zickfeldt, Osterwieck, Harz 1891, S. 75.[4] (Digitalisat)
- Deutsches Literatur-Lexikon, Band 6 (1978), Spalte 167 f.
- Geissler, Robert. In: Allgemeines Künstlerlexikon. Die Bildenden Künstler aller Zeiten und Völker (AKL). Band 51, Saur, München u. a. 2006, ISBN 3-598-22791-4.